# Ulica Rajska w Krakowie
Ulica Rajska – ulica w Krakowie, w dzielnicy I Stare Miasto, na Piasku. Łączy ulicę Karmelicką z ulicą Dolnych Młynów. 
Wytyczono ją w XVI wieku w obrębie jurydyki Garbary. Obecny kształt przybrała w następstwie budowy koszar austriackich około 1860 roku. Gmach tych koszar, zaprojektowany przez Feliksa Księżarskiego, zajmuje pierzeję północną – od roku 1992 jest on siedzibą Wojewódzkiej Biblioteki Publicznej. Pierzeję południową tworzy zabudowa wielorodzinna z początków XX wieku i dwudziestolecia międzywojennego. Z początku swego istnienia ulica nie miała nazwy, w 1. połowie XIX wieku nazywana była ulicą Dolną, a obecna nazwa nadana została około 1850 roku.
W maju 2010, przy ul. Rajskiej 12, w miejscu dawnej ujeżdżalni koni, która wraz z przyległościami pełniła rolę dekoratorni Teatru im. Słowackiego, a kiedyś krótko funkcjonował Miejski Teatr Powszechny w Krakowie, rozpoczęto budowę centrum sztuki Małopolski Ogród Sztuki w Krakowie. Uroczyste otwarcie obiektu odbyło się 19 października 2012 roku.

## Zabudowa
- ul. Rajska 1 (ul. Lubicz 28) – kamienica, 1895.
- ul. Rajska 3 – kamienica, proj. Władysław Kleinberger, 1899–1900.
- ul. Rajska 4 – kamienica, proj. Antoni Dostal, Aleksander Biborski, 1910–1911.
- ul. Rajska 5 – kamienica, 1875.
- ul. Rajska 6 – kamienica, proj. Antoni Dostal, 1910.
- ul. Rajska 8 (ul. Kurkowa 7) – kamienica, proj. Edmund Oraczewski, 1910–1911.

## Galeria

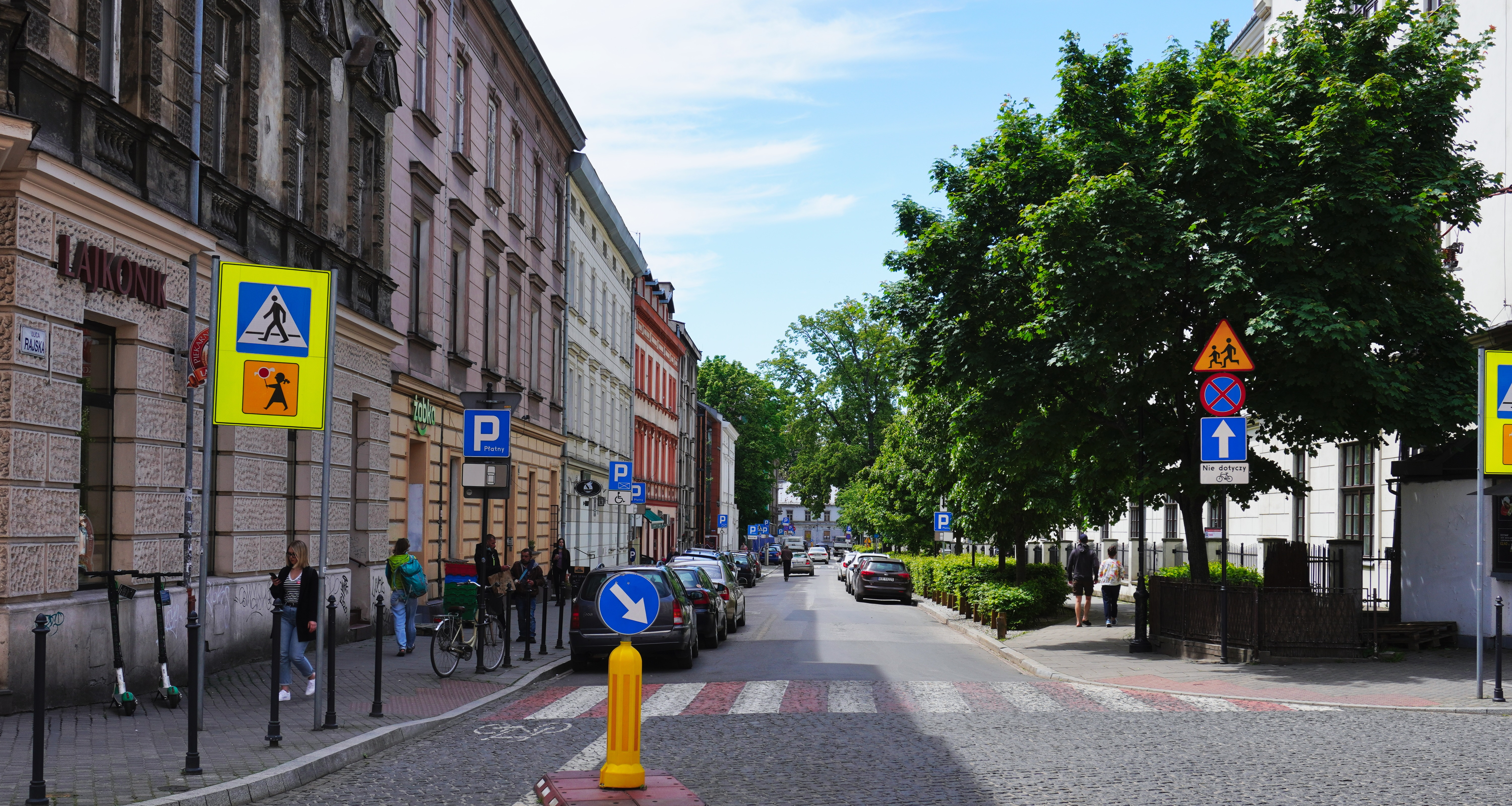
Widok od skrzyżowania z ul. Karmelicką na zachód
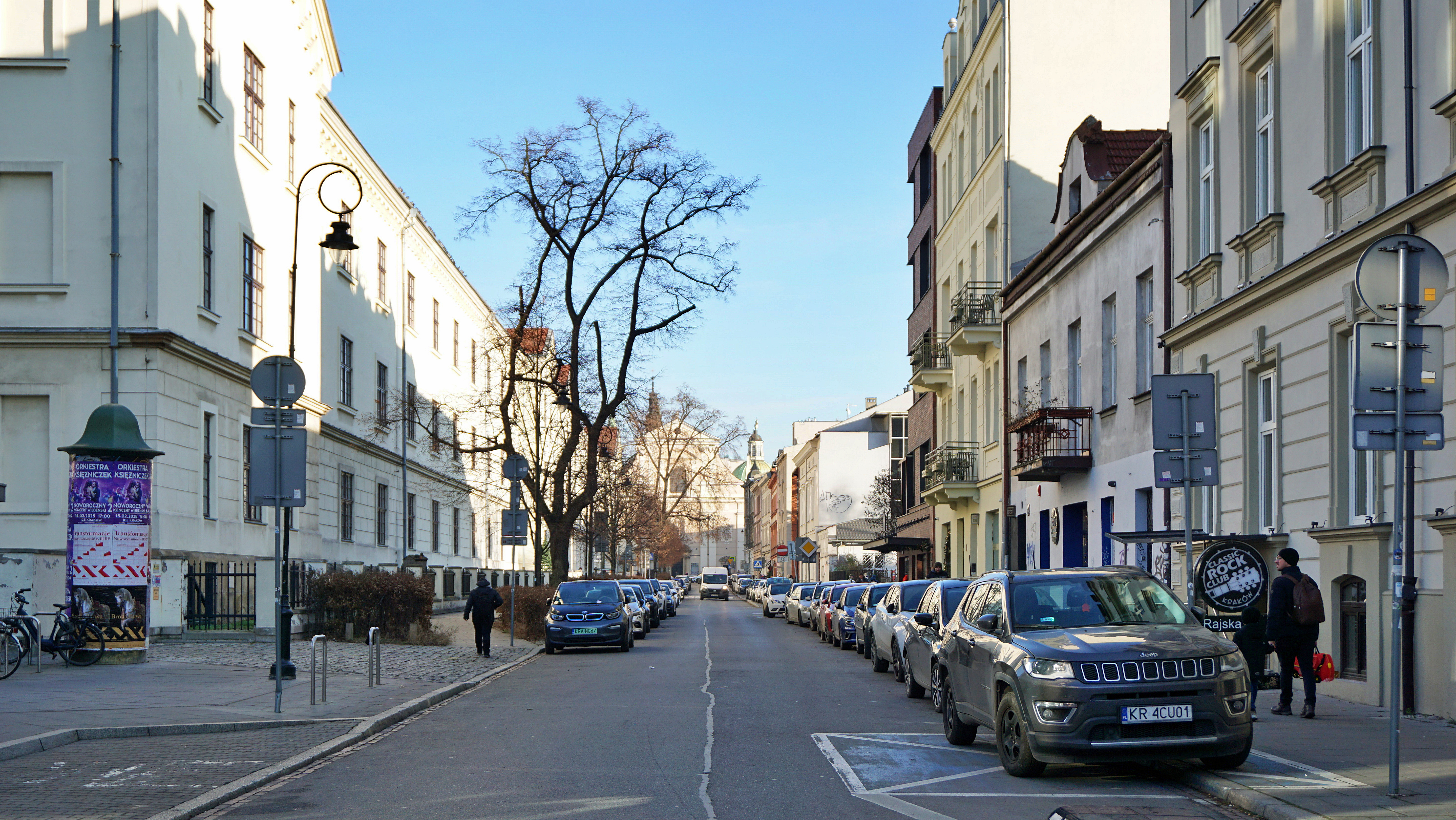
Widok od skrzyżowania z ulicy Dolnych Młynów
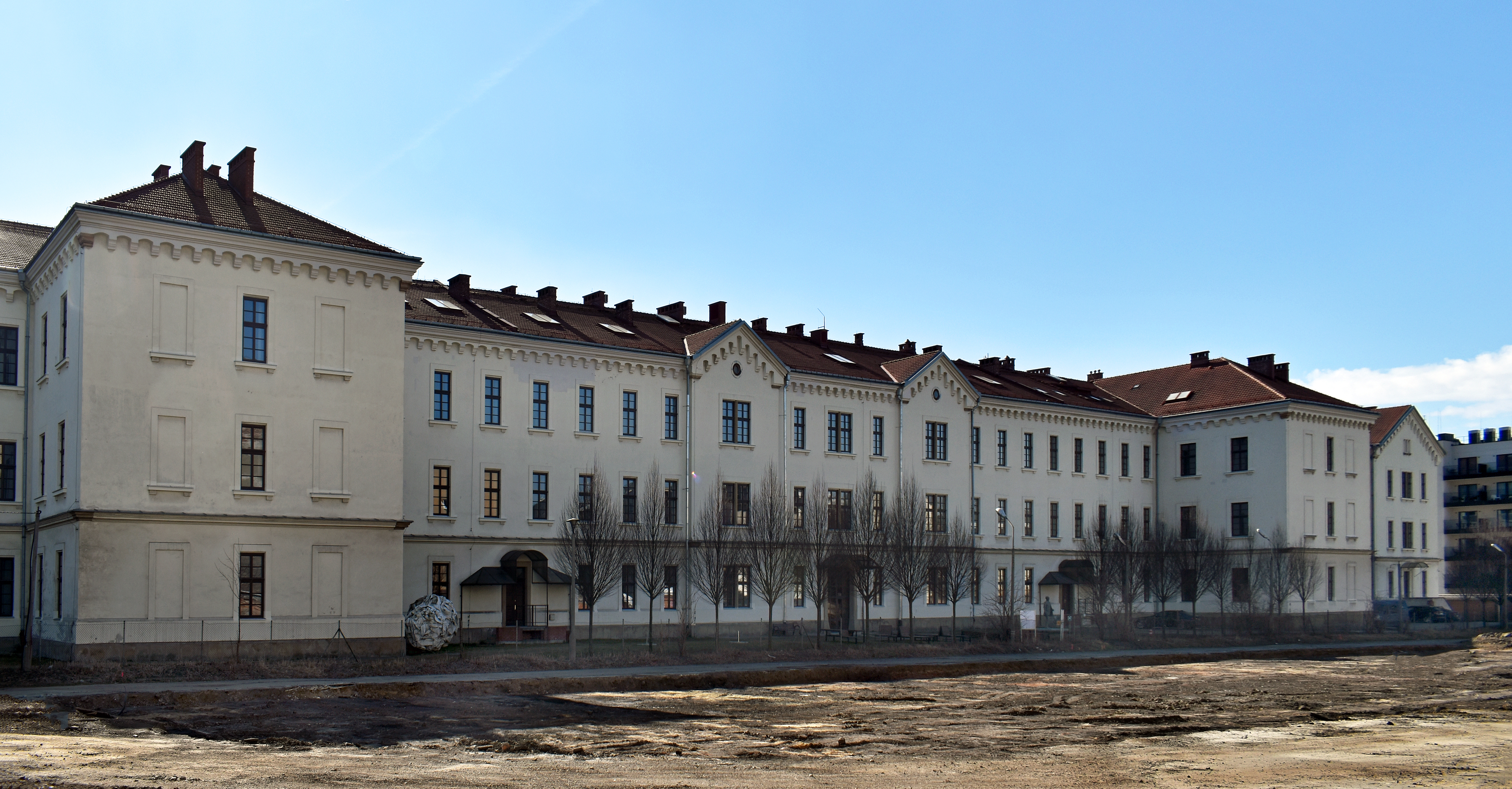
Wojewódzka Biblioteka Publiczna (były budynek koszarowy)
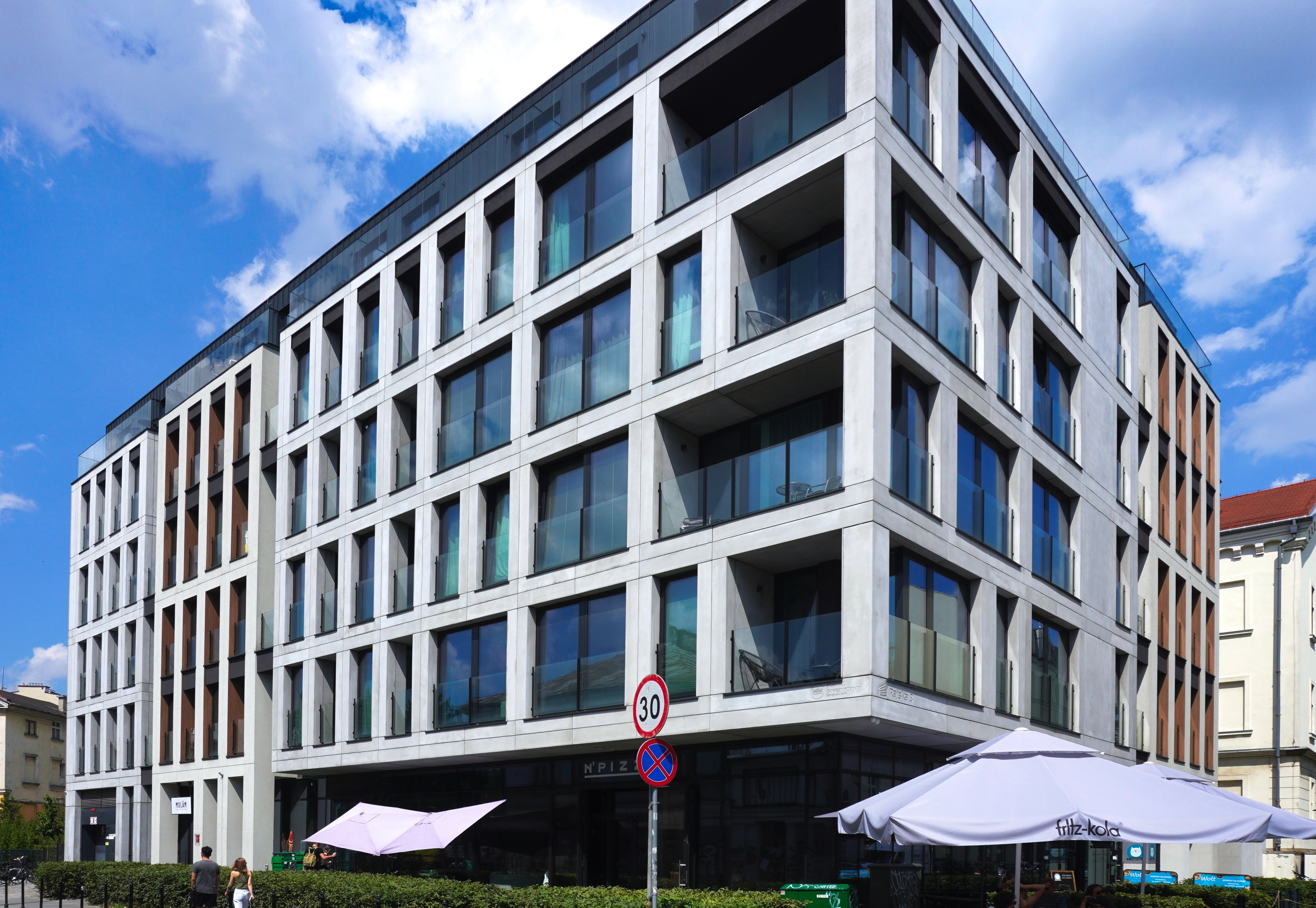
ul. Rajska 3 Budynek mieszkalny (2017–2019)
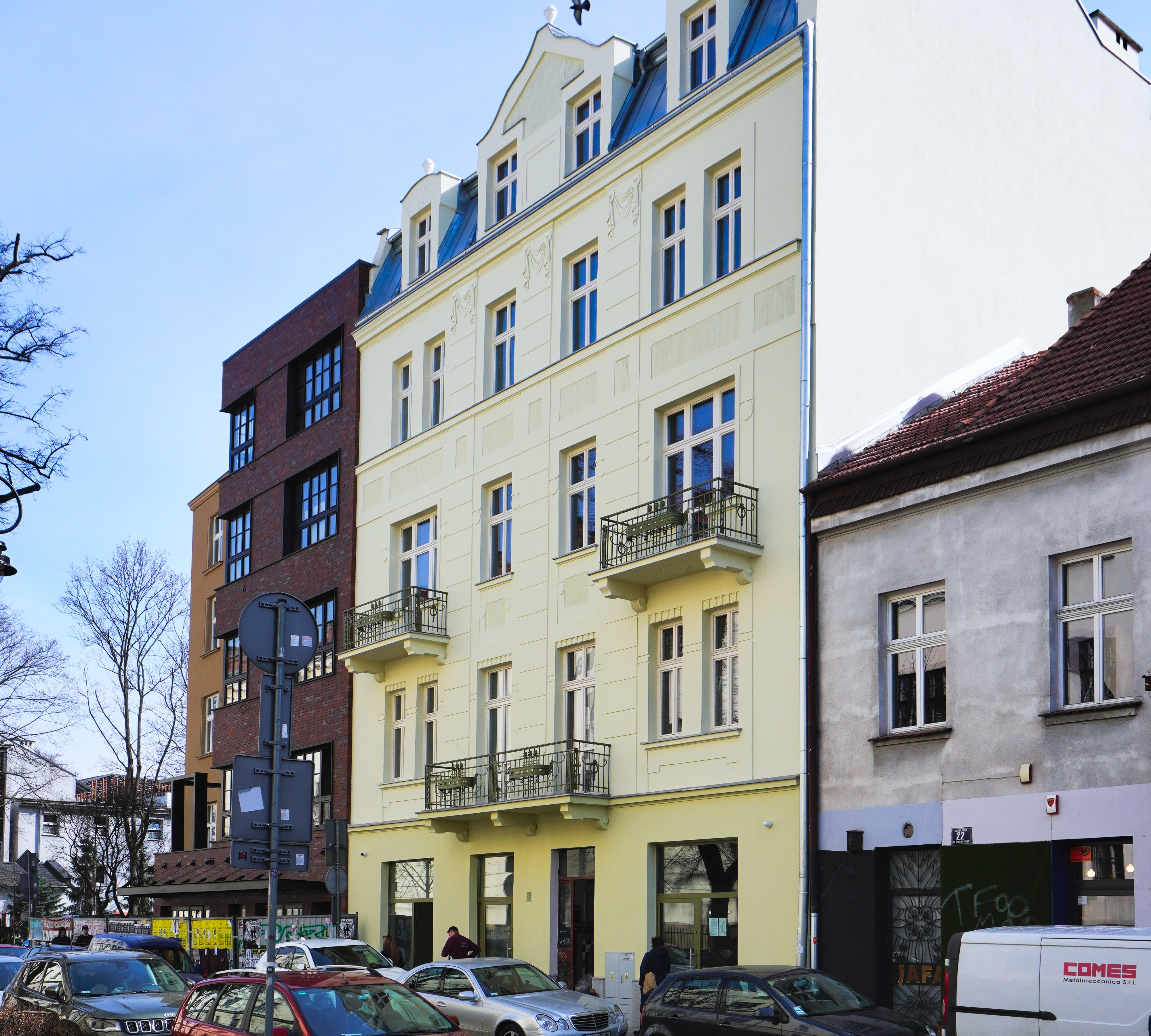
ul. Rajska 20 Kamienica (proj. Jozue Oberleder, 1911–1912)
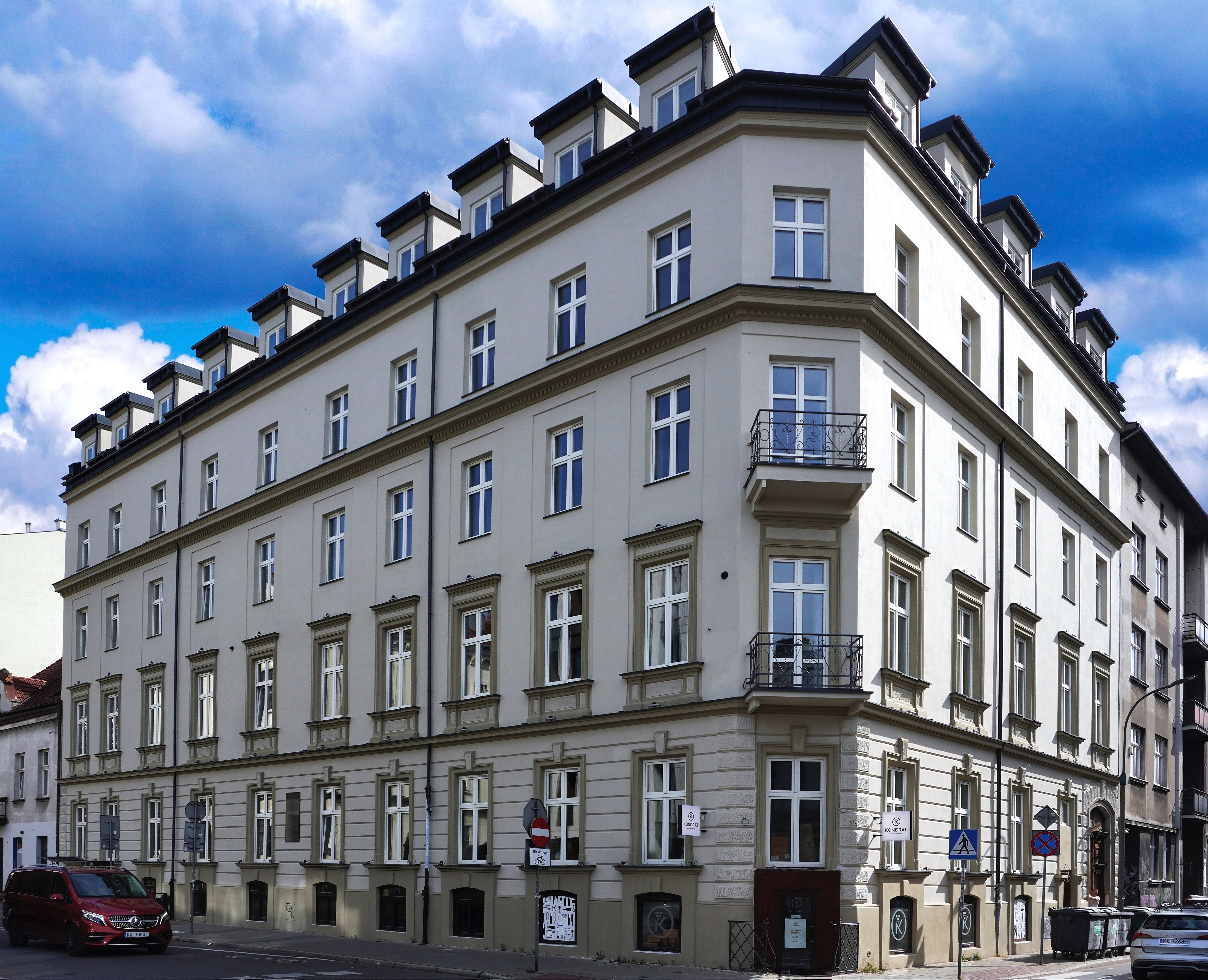
ul. Rajska 24 (ul. Dolnych Młynów 9) Kamienica (proj. Jacek Matusiński, 1876)